# Histoire du Congo belge pendant la Seconde Guerre mondiale

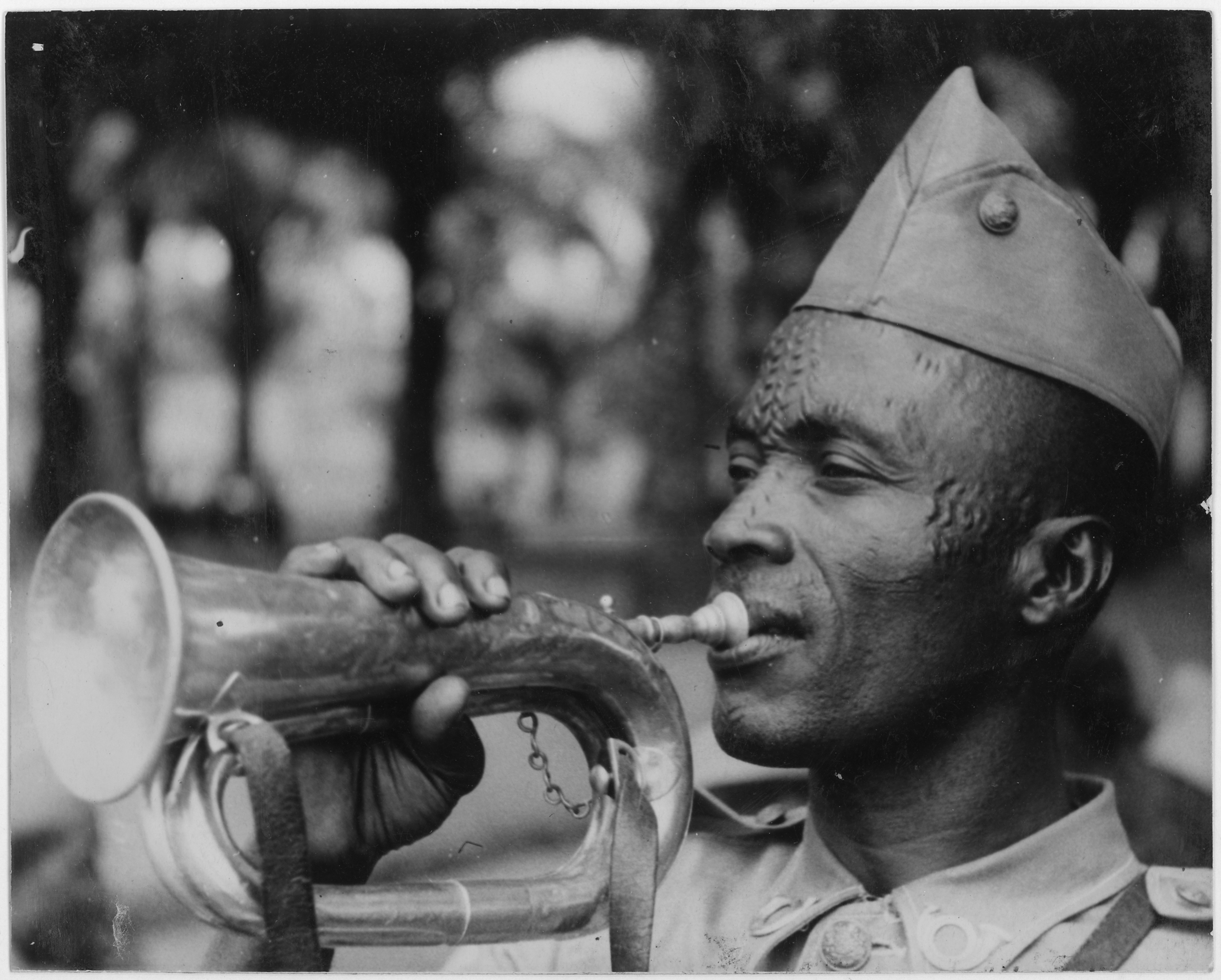
Un clairon congolais de la Force publique, en 1943. Son visage porte des signes de scarifications rituelles.

La participation du Congo belge (aujourd’hui la République démocratique du Congo) à la Seconde Guerre mondiale commença avec l'invasion allemande de la Belgique en mai 1940. Malgré la capitulation de la Belgique, le Congo resta dans le conflit aux côtés des Alliés, et fut administré par le gouvernement belge en exil, et fournit des matières premières indispensables, notamment de l'or et de l'uranium, à la Grande-Bretagne et aux États-Unis.
Les troupes congolaises de la Force publique se battirent aux côtés des forces britanniques dans la campagne d’Afrique de l'Est, et une unité médicale congolaise servit à Madagascar et lors de la campagne de Birmanie. Des formations congolaises furent également affectées à des tâches de garnisons en Égypte, au Nigeria et en Palestine.
Les pressions croissantes exercées sur la population congolaise par les autorités coloniales pendant la guerre, cependant, provoquèrent des grèves, des émeutes et d’autres formes de résistance, notamment de la part des autochtones. Elles furent réprimées, souvent violemment, par les autorités coloniales belges. La prospérité comparée du Congo pendant le conflit conduisit à une vague d'immigration après-guerre depuis la Belgique, ce qui porta la population blanche à 100 000 hommes en 1950, ainsi qu’à une période d'industrialisation qui se poursuivit tout au long des années 1950. Le rôle joué par l'uranium congolais pendant les hostilités fit que le pays fut un des centres d'intérêt de l'Union soviétique pendant la guerre froide.

## Contexte

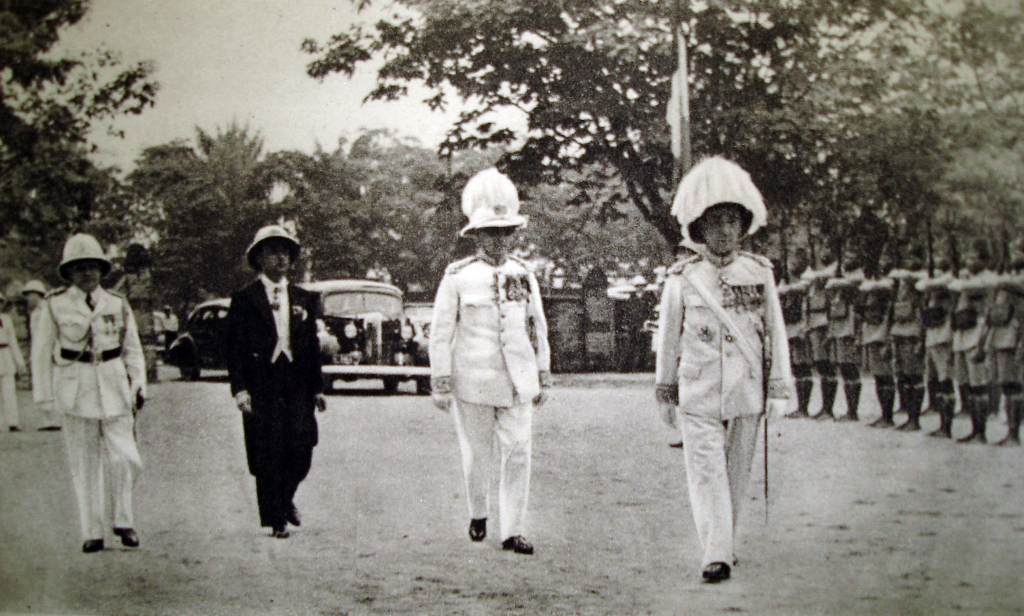
Fonctionnaires coloniaux, dont le gouverneur général Pierre Ryckmans, à Léopoldville en 1938.

Après la Première Guerre mondiale, la Belgique possédait deux colonies en Afrique, le Congo belge, dont il avait le contrôle depuis l’annexion de l'État indépendant du Congo en 1908, et le Ruanda-Urundi, une ancienne colonie allemande dont le mandat avait été donné à la Belgique en 1924 par la Société des Nations. L'armée coloniale belge comptait 18 000 soldats, ce qui en faisait l'une des plus importantes armées coloniales en Afrique à l'époque. Le Congo connut un essor économique dans les années 1920. Les mines, les plantations et les réseaux de transport furent grandement développés. La Grande Dépression entraîna un effondrement des prix des produits de base, sapant l'économie de la colonie basée sur les exportations et entraînant une forte réduction de ses revenus et du taux d'emploi. La seule industrie qui se développa au cours de la période était centrée sur la production de coton.
Le gouvernement belge suivit une politique de neutralité entre les deux guerres. L'Allemagne nazie envahit la Belgique le 10 mai 1940 et, après 18 jours de combats, le 28 mai, la Belgique se rendit et fut occupée par les forces allemandes. Le roi Léopold III, qui s’était rendu aux Allemands, fut gardé prisonnier jusqu’à la fin de la guerre. Juste avant la chute de la Belgique, son gouvernement, incluant le ministre des Colonies Albert de Vleeschauwer, fuit tout d’abord pour Bordeaux en France, puis à Londres, où il forma le gouvernement belge en exil en octobre 1940.
Bien que la Belgique fut, de facto, en guerre avec l'Allemagne dès le 10 mai à l'aube, ce ne fut pas le cas du Congo belge. En effet l'article 1er de la Charte coloniale de 1908 stipulait que la colonie avait une personnalité distincte de celle de la métropole. Ses articles 7 et 9 impliquaient qu'un décret royal contresigné par le Ministre des Colonies fusse pris pour engager la colonie dans la guerre contre l'Allemagne. Le déroulement très rapide de la guerre des 18 jours ne permit pas au Roi de légiférer en ce sens.
C'est pourquoi ce ne fut que le 28 mai 1940 lorsque le Roi fut fait prisonnier, que le gouverneur général du Congo, Pierre Ryckmans, put décider que la colonie se joindrait aux Britanniques dans la guerre ; contrairement aux colonies françaises qui annoncèrent plus tard leur allégeance au gouvernement pro-allemand de Vichy. Pendant la guerrele Congo fut donc administré depuis Londres par le gouvernement belge en exil, via le ministre des Colonies.
Après l'entrée en guerre de l'Italie le 10 juin 1940, des craintes éclatèrent dans la ville de Stanleyville parmi la population blanche, à l'idée d'une possible invasion italienneau départ de l'Abyssinie.
Comme dans toutes les nations belligérantes, la censure sur le courrier et les journaux fut appliquée jusqu'en septembre 1945.

## Contribution économique

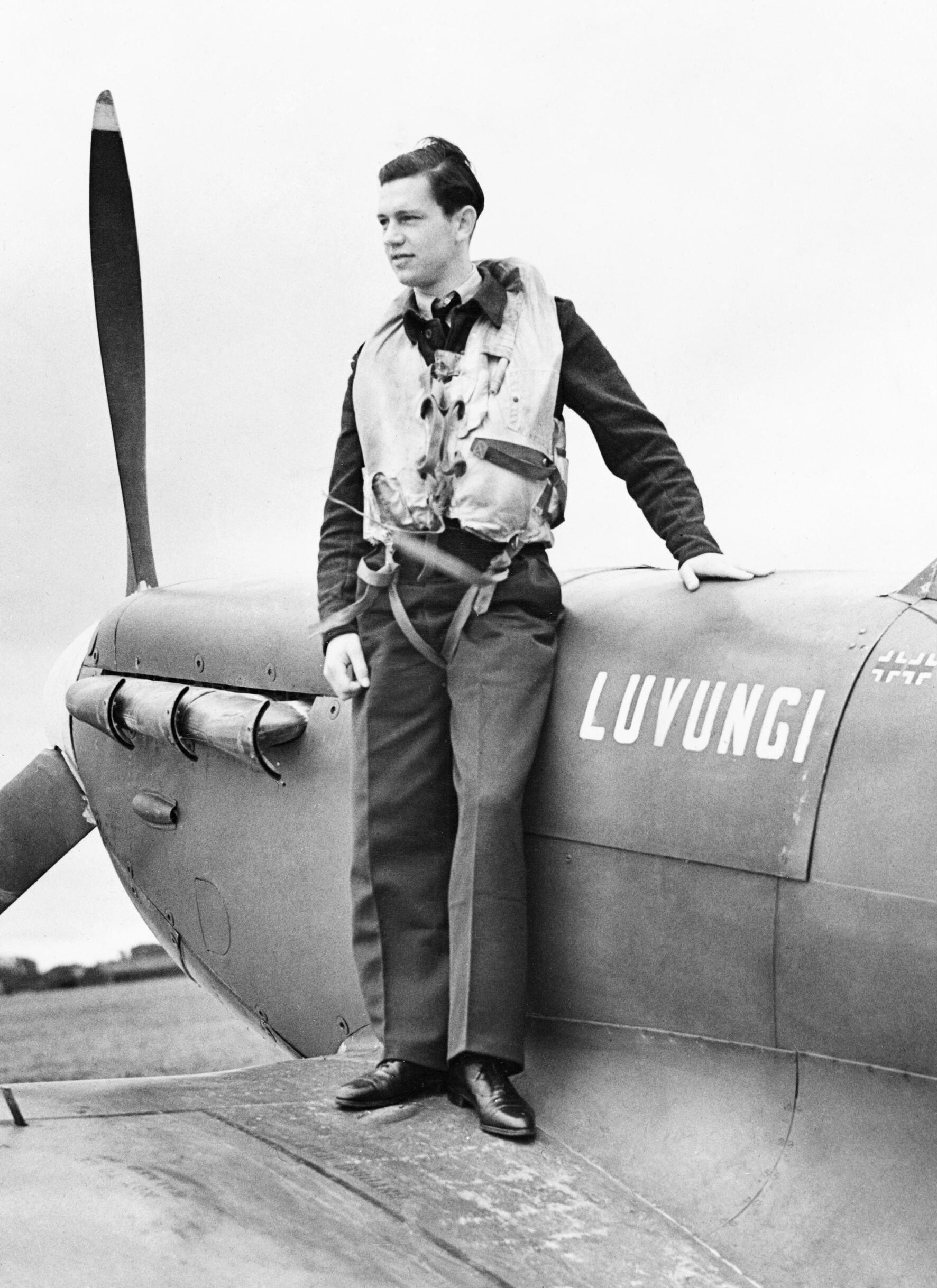
Un pilote belge dans la Royal Air Force, en 1942. Son avion Spitfire avait été financé par des contributions du Congo, et reçut le nom de la ville congolaise de Luvungi.

Peu après l'arrivée du gouvernement belge en exil à Londres, des négociations commencèrent entre les Belges et les Britanniques sur le rôle que le Congo pourrait jouer dans l'effort de guerre des Alliés. Les Britanniques étaient déterminés à ce que le Congo ne tombât pas aux mains de l'Axe, et prévoyaient d’envahir et d’occuper la colonie si un arrangement avec les Belges n’était pas possible. Ceci était surtout dû au fait qu’après la chute des colonies hollandaises et britanniques en Extrême-Orient face au Japon, les Alliés avaient désespérément besoin de matières premières comme le caoutchouc que le Congo pouvait produire en abondance. Finalement, les deux parties parvinrent à un arrangement par lequel pratiquement toutes les demandes britanniques furent acceptées, y compris une dévaluation du franc congolais de 30 %.
Avec l'accord et la déclaration officielle congolaise de soutien aux Alliés, l'économie du Congo, et en particulier sa production de matières premières cruciales, fut mis à la disposition des autres gouvernements, en particulier à celui de Grande-Bretagne et des États-Unis:
« Le Congo belge est entré au service des Alliés. Sa doctrine et ses pratiques économiques ont été rapidement adaptés au nouveau contexte et, alors que tout a été fait pour maintenir le potentiel de richesse du Congo, il n’y a aucune hésitation lorsqu'il s’agit de sacrifier des richesses en faveur de l'effort de guerre.
- Albert De Vleeschauwer, ministre des Colonies, 1942 »
Le Congo était devenu de plus en plus économiquement centralisé pendant la Grande Dépression des années 1930, le gouvernement belge ayant encouragé la production du coton, qui avait de la valeur sur le marché international. Le plus grand intérêt économique du Congo était lié aux matières premières. Entre 1938 et 1944, le nombre de travailleurs employés dans les mines de l'Union minière du Haut Katanga (UMHK) était passé de 25 000 à 49 000 pour faire face à l’accroissement de la demande. Afin d'augmenter la production pour l'effort de guerre, les autorités coloniales augmentèrent le temps de travail et la productivité auxquels les travailleurs, européens et africains, étaient astreints à travailler. Cela conduisit à l'augmentation des conflits liés au travail dans la colonie. Le mécontentement parmi la population blanche augmenta également lors de la mise en place d’un « impôt de guerre » de 40 %. Des impôts élevés et le contrôle des prix furent appliqués à partir de 1941, limitant les bénéfices possibles et freinant les profits de guerre.
La grande majorité des ressources premières produites au Congo était exportés vers d'autres pays alliés. En 1942, l'ensemble de la production de la colonie de cuivre, d'huile de palme et de diamants industriels étaient exportés vers le Royaume-Uni, tout le cobalt et la moitié de la cassitérite partait vers les USA et que presque tout le bois de la colonie était envoyé en Afrique du Sud. Les exportations vers les États-Unis augmentèrent également de 600 000 $ au début de 1940 à 2,7 millions de dollars en 1942.
Les recettes fiscales du Congo belge permirent au gouvernement belge en exil et aux Forces belges libres de se financer, contrairement à la plupart des autres États en exil, qui fonctionnaient grâce à des subventions et des dons de gouvernements amis. Cela signifiait aussi que les réserves d'or belges, qui avait été déplacé à Londres en 1940, n’étaient pas indispensables pour financer l'effort de guerre, et furent donc encore disponibles à la fin de la guerre.

### L'uranium
Le Congo possédait d'importants gisements d'uranium et était l'une des rares sources d’uranium à la disposition des Alliés. L'uranium extrait de la mine d'uranium désaffectée de Shinkolobwe, détenue par l'UMHK au Katanga dans le sud du Congo, joua un rôle dans le développement de la bombe atomique durant le projet Manhattan. Le directeur de l'UMHK, Edgar Sengier, envoya secrètement la moitié de son stock d'uranium à New York en 1940; et en septembre 1942, il le vendit à l'armée de terre américaine.
Sengier s’installa à New York, d'où il dirigea les opérations de l'UMHK pendant le reste de la guerre. Le gouvernement américain envoya des soldats du Corps du génie de l'armée des États-Unis à Shinkolobwe en 1942 pour restaurer la mine et améliorer ses liaisons de transport en rénovant les aérodromes et les installations portuaires locales. En 1944, les Américains acquirent 1 750 t de minerai d'uranium supplémentaire provenant de la mine qui venait de rouvrir.

## Implication militaire
La Force publique était une force de police et militaire combinés du Congo et du Ruanda-Urundi. Pendant la Seconde Guerre mondiale, il constitua la majeure partie des Forces belges libres, comptant 40 000 hommes. Comme les autres armées coloniales de l'époque, la Force Publique connaissait la ségrégation raciale; il était dirigé par 280 officiers et sous-officiers blancs, mais comprenaient des Africains noirs. La Force Publique n’avait jamais reçu les matériels les plus modernes fournis aux forces armées belges avant la guerre, et devait donc utiliser des armes et des équipements obsolètes comme le mortier Stokes et de la canon Saint Chamond de 75 mm.

### Campagne d'Afrique de l'Est

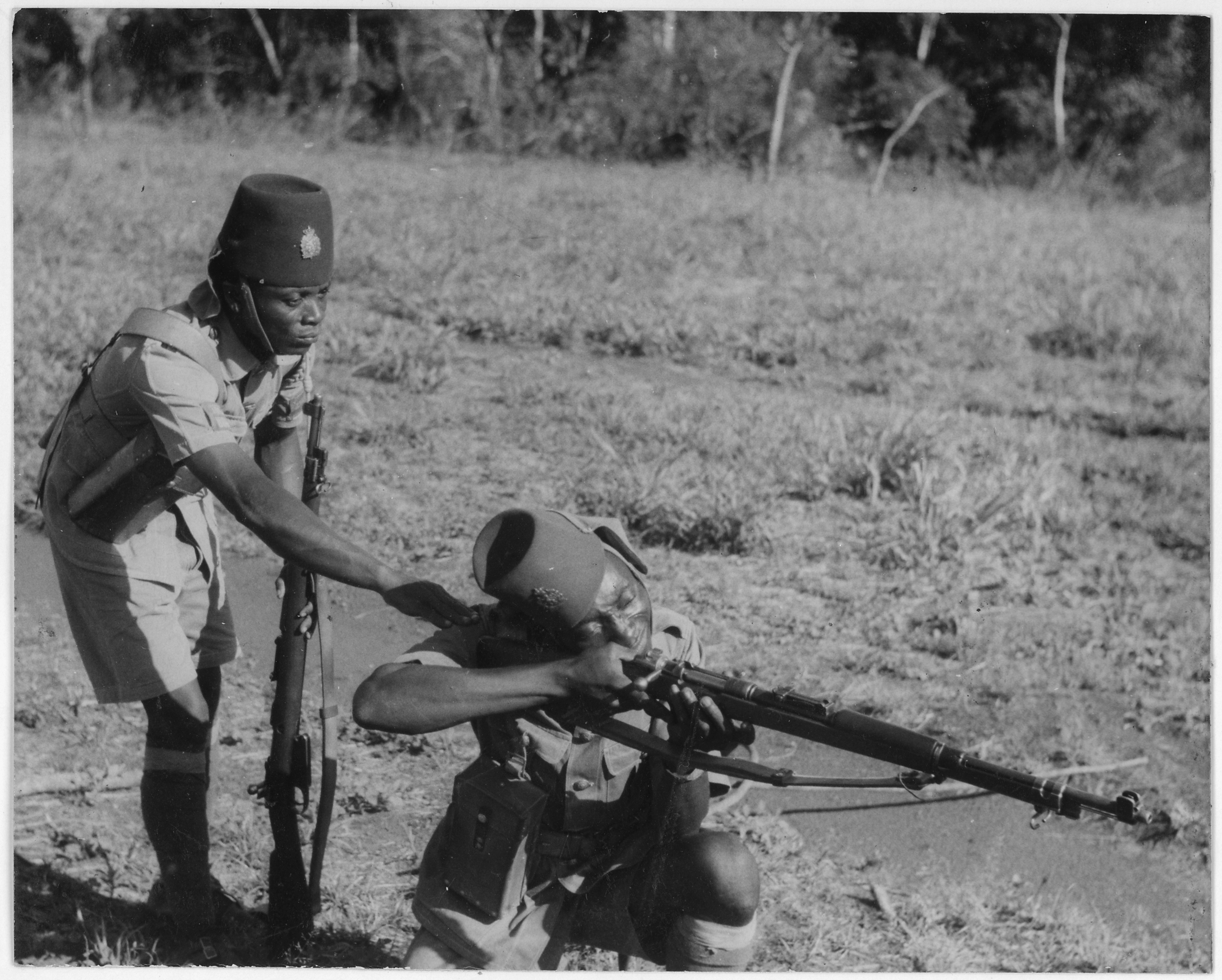
Soldats congolais de la Force Publique, en 1943.

Trois brigades de la Force Publique furent envoyées en Afrique orientale italienne aux côtés des forces britanniques pour lutter contre les Italiens en juin 1940. Cela fut fait, en dépit des réserves du gouvernement en exil, pour montrer son allégeance à la cause des Alliés et en représailles au déploiement de bombardiers italiens sur les bases de la côte en Belgique occupée.
La 1re brigade belge coloniale opéra dans la région de Galla-Sidamo dans le secteur Sud-Ouest. En mai 1941, près de 8 000 hommes de la Force Publique, sous le commandement du major-général Auguste-Édouard Gilliaert, réussirent à couper la retraite des troupes italiennes du général Pietro Gazzera à Saio, dans les hauts plateaux éthiopiens après avoir marché plus de 1 000 km depuis leurs bases situées dans l'ouest du Congo. Les troupes souffrirent de paludisme et d'autres maladies tropicales, mais réussirent à défaire les Italiens dans un certain nombre d'engagements. Plus tard, Gilliaert accepta la reddition de Gazzera et de 7 000 soldats italiens dans un certain nombre de petits engagements. Au cours de la campagne d’Abyssinie, la Force Publique reçut la reddition de neuf généraux italiens, 370 officiers de haut rang et 15 000 hommes de troupes coloniales italiennes avant la fin de 1941. Les forces congolaises en Abyssinie subirent environ 500 pertes.
Après la victoire des Alliés en Abyssinie, la Force Publique fut rebaptisée 1re brigade motorisée coloniale belge. Sa garnison était en Égypte et en Palestine mandataire en 1943 et 1944. La colonie britannique du Nigeria, qui avait été utilisé comme base arrière pour une invasion planifiée du Dahomey alors contrôlé par Vichy (qui ne se produisit pas), fut également une garnison pour 13 000 soldats congolais.

### Soutien médical
Une unité médicale du Congo, le 10e poste de secours avancé (10th (Belgian Congo) Casualty Clearing Station), fut formé en 1943, et servit aux côtés des forces britanniques lors de l'invasion de Madagascar et en Extrême-Orient au cours de la campagne de Birmanie. L'unité comptait 350 personnels noirs et 20 blancs, et continua à servir avec les Britanniques jusqu'en 1945.

## Vie quotidienne dans le Congo belge
Au début de la guerre, la population du Congo s’élevait à environ 12 millions de Noirs et à 30 000 Blancs. Le gouvernement colonial sépara la population selon des critères raciaux et il y avait très peu de mélange entre les populations. La population blanche de Léopoldville vivait dans un quartier de la ville séparée de la majorité noire, et tous les Noirs de la ville devaient respecter un couvre-feu.
L'éducation était largement dispensée par les missions protestantes et catholiques, qui étaient également chargé de fournir un soutien médical aux Congolais ruraux. L’alimentation ne fut pas rationnée pendant la guerre, seules les ventes de pneumatiques et de voitures furent restreintes par le gouvernement. L'une des conséquences de la mobilisation économique du Congo pendant la guerre, en particulier pour la population noire, fut l’importante urbanisation. Seuls 9 % de la population autochtone vivaient dans les villes en 1938, en 1950, ce chiffre s’élevait à près de 20 %.
Pendant la guerre, les autorités coloniales internèrent les ressortissants allemands et italiens présents dans la colonie et séquestrèrent leurs biens.

## Troubles

### Grèves
Les exigences du gouvernement colonial envers les travailleurs congolais pendant la guerre provoquèrent des grèves et des émeutes de travailleurs. Les Blancs de la colonie furent autorisés à former des syndicats pour la première fois pendant la guerre, et leurs demandes de meilleurs salaires et conditions de travail étaient souvent imités par les travailleurs noirs. En octobre 1941, les travailleurs blancs dans la colonie tentèrent vainement une grève générale à travers la colonie.
En décembre 1941, les mineurs noirs sur différents sites, dont Jadotville et Élisabethville, se mirent en grève, exigeant que leur salaire soit augmenté de 1,50 francs à 2 francs pour compenser la hausse du coût de la vie,. La grève commença le 3 décembre, et le lendemain 1 400 travailleurs avaient cessé le travail. Tous les sites de l’UMHK furent touchés le 9 décembre. La grève fut également alimentée par d'autres griefs contre l'ordre et la ségrégation coloniale.
Dès le début, les autorités coloniales tentèrent de convaincre les grévistes de se disperser et de retourner au travail. Face à leur refus, ils n'hésitèrent pas à ouvrir le feu sur eux. À Jadotville, 15 grévistes furent abattus par les militaires. À Élisabethville, les grévistes, dont leur chef Léonard Mpoyi, furent invités à des négociations au stade de la ville, où ils obtinrent diverses concessions, dont une augmentation de salaire de 30 %.
Entre 60 et 70 grévistes furent tués lors de la manifestation,, bien que l'estimation officielle fut d'environ 30 morts. Les mineurs reprirent le travail le 10 décembre.
De nombreuses petites grèves éclatèrent au Congo plus tard durant la guerre, mais pas sur la même échelle qu'en 1941. En 1944, des grèves éclatèrent au Katanga et au Kasaï, provoquée par la conscription des mineurs et par la détérioration des conditions de travail. En 1945, des émeutes et des grèves eurent lieu parmi les dockers noirs dans la ville portuaire de Matadi,.

### Mutinerie de Luluabourg
Le gouvernement colonial au Congo dépendait de l’armée pour maintenir l'ordre civil et, surtout, il dépendait de la fidélité des troupes indigènes qui constituaient l'essentiel de la Force Publique. Les sous-officiers noirs dirigés par le Premier sergent-major Ngoie Mukalabushi, un vétéran de la campagne d’Afrique de l'Est, se mutina à Luluabourg dans la province congolaise du Kasaï central en février 1944. Le déclencheur de cette mutinerie fut un plan pour vacciner les troupes qui avaient servi au front, les soldats étaient également mécontents de ce qui leur était demandé et de leur traitement par leurs officiers blancs.
Les mutins firent irruption dans l'arsenal de la base sur la matinée du 20 février et pillèrent le quartier blanc de la ville. Les habitants de la ville fuirent, et un officier belge et deux civils blancs furent tués. Les mutins attaquèrent des symboles visibles des autorités coloniales et proclamèrent leur désir d'indépendance. Les mutins se dispersèrent dans leurs villages d'origine, pillant sur leur chemin; ils échouèrent cependant à propager l'insurrection aux garnisons voisines. Deux mutins, dont Mukalabushi, furent exécutés pour leur rôle dans l'insurrection.

## Héritage
En raison de la prospérité comparée du Congo pendant le conflit, la période d'après-guerre connu une vague d'immigration depuis la Belgique. En 1950, 100 000 Blancs vivaient au Congo. Cependant, la guerre mit en évidence la précarité de l'administration coloniale, conduisant le gouverneur Ryckmans à remarquer, en 1946, que «les jours du colonialisme sont passés ». Dans les années suivant la guerre, le gouvernement colonial subit une réforme en profondeur. Les Noirs obtinrent beaucoup plus de droits et de libertés, conduisant à la croissance d'une classe dite « évoluée ».
Après les perturbations industrielles, les syndicats de travailleurs noirs furent constitués en 1946, mais ils manquaient de puissance et d'influence. Les travailleurs de l'UMHK continuèrent à exiger des salaires plus élevés, et les grèves furent fréquentes dans la colonie durant la décennie suivante. Néanmoins, les salaires et les conditions de vie s’améliorèrent de manière significative dans l’immédiat après-guerre. La guerre avait initié une seconde vague d'industrialisation qui dura jusqu'à l'indépendance du Congo en 1960.

## Pour approfondir
Sources primaires
- Negley Farson, Behind God's Back, Feltham, Middlesex, England, Zenith, 1983 (1re éd. 1940) (ISBN 0-600-20739-0).
- Various authors, The Belgian Congo at War, New York, Belgian Information Center, 1942 (lire en ligne).
- Albert de Vleeschauwer, Belgian Colonial Policy, New York, Belgian Information Center, 1943 (lire en ligne).
- George Weller, The Belgian Campaign in Ethiopia : A Trek of 2,500 Miles through Jungle Swamps and Desert Wastes, New York, Belgian Information Center, 1941 (lire en ligne).
- André Scohy, Les corps expéditionnaires congolais (nr.8), Service de l'Information et de la Propagande du Congo belge, 1945.
- R. Werbrouck, La Campagne des troupes coloniales belges en Abyssinie, Presses du Courrier de l'Afrique.

Études thématiques
- Natasja Peeters, Lisolo na Bisu, 1885–1960 : "Our History" the Congolese Soldier of the "Force Publique", Bruxelles, KLM-MRA, 2010 (ISBN 978-2-87051-049-0 et 2-87051-049-7).
- Maurice Lovens, « L'effort militaire de guerre du Congo belge (1940–1944) », Les cahiers du CEDAF, no 6,‎ 1975, p. 1–34
- John Higginson, « The Belgian Congo In World War II », International Journal of African Historical Studies, vol. 21, no 1,‎ 1988, p. 97–117
- Paul Ermens, « L'effort de guerre de la Force publique du Congo belge », Zaïre. Revue Congolaise-Congoleesch Tijdschrift, vol. 1, no 1,‎ janvier 1947, p. 7–34
- Philippe Brousmiche, Bortaï : Campagne d'Abyssinie, Paris, L'Harmattan, 2011, 299 p. (ISBN 978-2-296-13069-2, lire en ligne).
- F.A. Vanderwalle, « Mutineries au Congo belge », Zaïre: Revue Congolaise-Congoleesch Tijdschrift, vol. 1, no 2,‎ mai 1947, p. 485–514
- (nl) Benoît Van Maele, « De buitenlandse betrekkingen an Belgisch Congo aan de vooravond van de Tweede Wereldoorlog (1939–1940) », Thesis (University of Ghent),‎ 1999 (lire en ligne)
- Pierre Buch et Jacques Vanderlinden, L'Uranium, la Belgique et les puissances : marché de dupes ou chef-d'œuvre diplomatique ?, Bruxelles, De Boeck, 1995 (ISBN 978-2-8041-1993-5).
- Bakajika Banjikila, « Les Ouvriers du Haut-Katanga Pendant la Deuxième Guerre mondiale », Revue d'histoire de la Deuxième Guerre mondiale et des conflits contemporains, vol. 33, no 130,‎ avril 1983, p. 91–108 (JSTOR 25729091)

- (en) Cet article est partiellement ou en totalité issu de l’article de Wikipédia en anglais intitulé « Belgian Congo in World War II » (voir la liste des auteurs).